# Son et lumière (espectáculo)

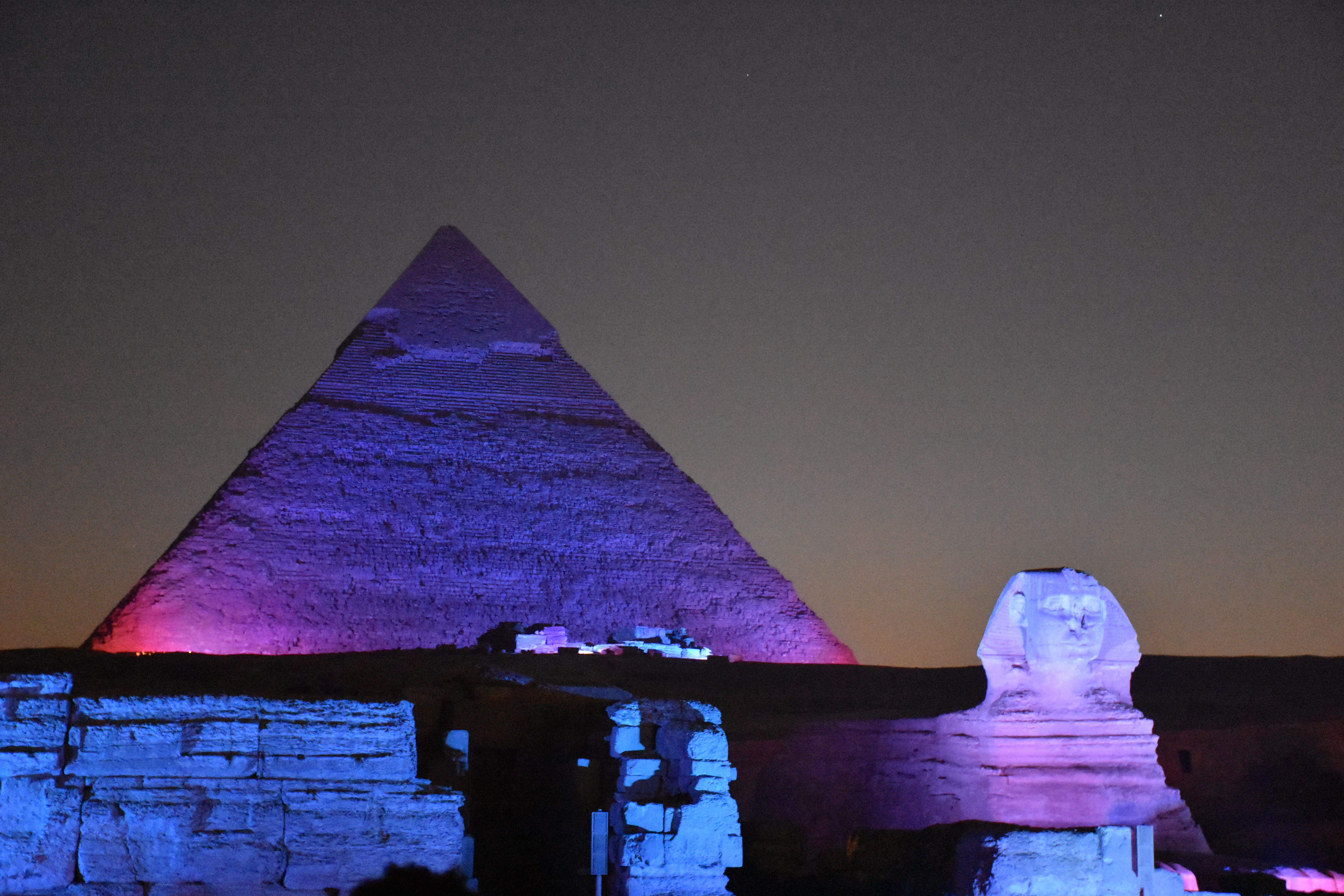
Sound and light show at Giza, Egypt

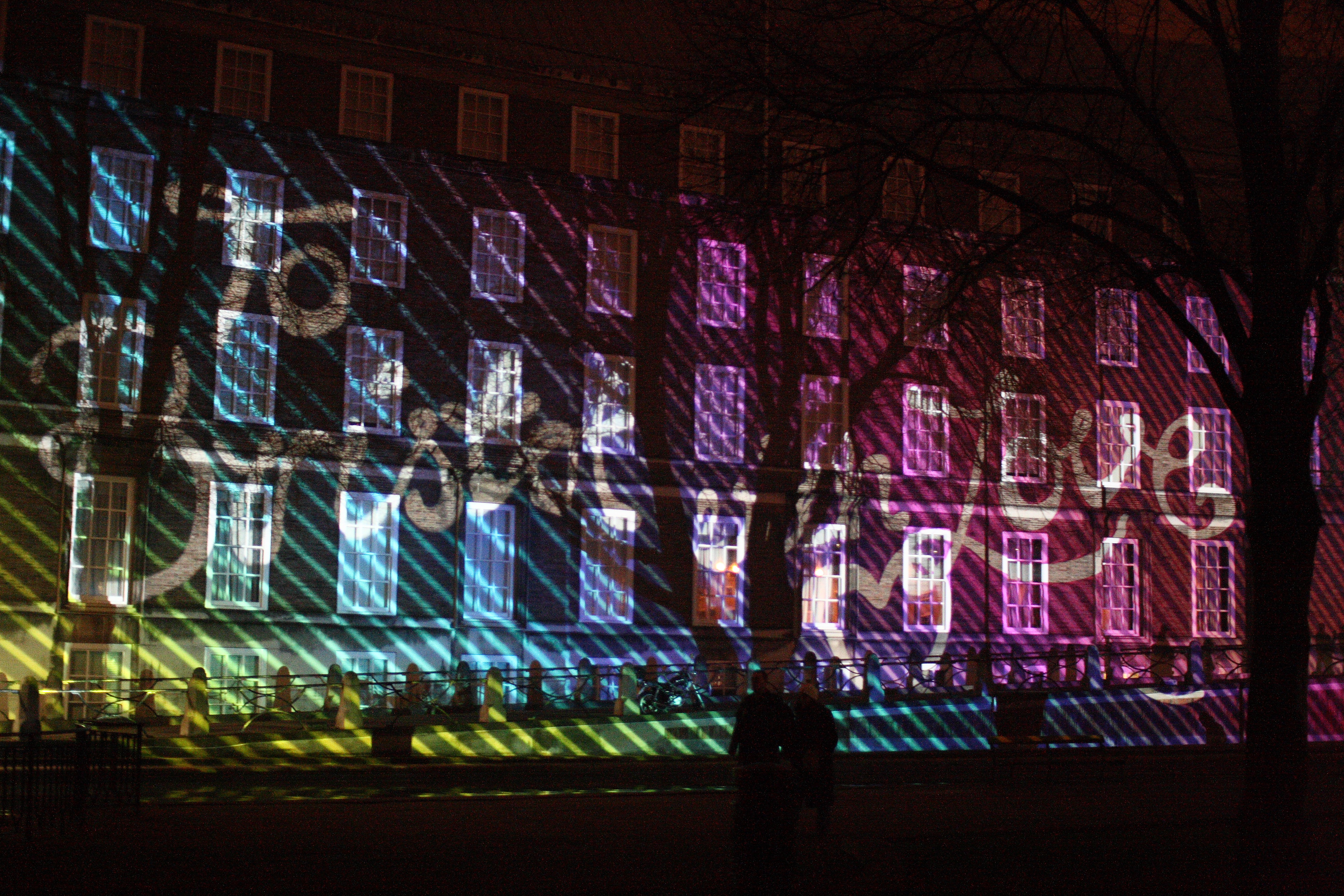
Son-et-lumière de Bristol en 2007.

Son et lumière (pronunciación en francés: /sɔ̃n e lymjɛʁ/, lit., 'sonido y luz'), o spectacle son et lumière (lit., 'espectáculo de luz y sonido'), es una forma de entretenimiento nocturno que por lo general se presenta en un lugar al aire libre de  importancia histórica.  Se proyectan efectos especiales de iluminación en la fachada de un edificio o ruina y se sincronizan con narraciones grabadas o en vivo y música para dramatizar la historia del lugar. La invención del concepto se le atribuye a Paul Robert-Houdin, que era el conservador del château de Chambord en Francia, que albergó el primer son et lumière del mundo en 1952. Estas distracciones nocturnas se prestan de forma natural naturalmente a ser presentadas en edificios eclesiásticos, casas señoriales y ruinas, y rápidamente se volvieron muy populares en Francia, donde aun hoy día se realizan alrededor de 50 producciones anuales,  principalmente en el Valle del Loira, en el Palacio de Versalles y en Les Invalides en París. Otros espectáculos parecidos se exportaron a otros lugares y a principios de la década de 1960 se mostraban en el sitio de la Gran Pirámide de Giza en Egipto.
El formato generalmente no implica una participación activa de actores, sino una narración grabada de la historia del edificio en cuestión por una voz en off o un elenco de voces. A esto se agrega música o efectos de sonido según corresponda, todo ello sincronizado con los efectos de iluminación y/o proyección que proporcionan la dimensión visual. En algunos lugares se incorporan actuaciones en vivo de grupos de figurantes y ocasionalmente efectos pirotécnicos.
Una variación relativamente reciente es que, en lugar de que la música y la narración se escuchen a través de un sistema de altavoces tipo concierto, se pueden usar auriculares, como en «Lights of Liberty» de Filadelfia, Pensilvania. Esto permite que la audiencia se mueva por un distrito histórico a medida que avanza el espectáculo.

## Origen
El origen de este tipo de espectáculo se puede encontrar mucho antes, como en los festejos ofrecidos por algunos soberanos en diversas ocasiones: por ejemplo, las fiestas para las que se compuso la Música para los reales fuegos de artificio de Haendel en honor del Tratado de Aix-la-Chapelle de 1748 o las fiestas versallescas en el reinado de Luis XIV.
Muchas celebraciones a la luz han tenido lugar en los últimos siglos, como la Fête des Lumières en Lyon, que se ha celebrado desde 1852. En 1918, para festejar el Armisticio, se iluminó la catedral de Notre-Dame de Estrasburgo. En el período de entreguerras, los grandes monumentos franceses poco a poco fueron iluminados, pero de una manera clásica. Con motivo de la Exposición Internacional de París de 1937 que celebró notablemente la «fée électricité», la compañía de lámparas Mazda organizó el «Tour de France de la Lumière»  que iluminó 426 sitios durante 200 días, mientras que los festivales nocturnos en el Sena combinaban la música con espectáculos de luces temáticos, con fuegos artificiales y juegos acuáticos.
En 1951, los castillos del Loira se beneficiaron de iluminaciones espectaculares. El primer espectáculo de sonido y luz propiamente dicho se creó el 30 de mayo de 1952, en Chambord. Habría sido diseñado por un trío de jóvenes artistas del Club d'essai animado por  Jean Tardieu en France Inter (entonces llamado Paris Inter): el autor del concepto sería Yves Jamiaque, asociado con un realizador, Jean-Wilfrid Garrett (quien habría puesto a punto la estereofonía). El curador y arquitecto Paul Robert-Houdin diseñó los efectos de iluminación, el archivero jefe de Loir-et-Cher Jean Martin-Demézil escribió el texto grabado por actores y transmitido por altavoces. La música para el espectáculo fue compuesta por Maurice Jarre.
Pierre Arnaud desarrolló varios, desde 1953, en particular todas las noches de verano en Chenonceau y Versalles. Se habla entonces de estereofonía (stéréophonie). Este tipo de espectáculo se exportó rápidamente a las pirámides de El Cairo, a la Acrópolis de Atenas (1956), donde la música a menudo está compuesta por  Georges Delerue  y los textos escritos por transeúntes de la historia como André Castelot, André Maurois, Jean Cocteau, Marcel Achard. En 1958, el director de turismo de Sarthe, François Brou, hizo su primera aparición en Francia en el Château de Lude instalando tableaux vivants con figurantes que muestran las escenas de la banda sonora que evocan la historia del castillo.

## Representaciones en Francia
Muchos castillos del Loira y otros castillos en Francia en general tienen espectáculos nocturnos. Edificios religiosos, cuevas, eventos conmemorativos son frecuentemente el lugar de espectáculos de luz y sonido. En Puy du Fou se encuentra uno de los espectáculos nocturnos más grandes del mundo y probablemente el más importante de Francia: «La Cinéscénie».
Otro importante son-et-lumière se encuentra en Verdun. Es una evocación histórica de la Primera Guerra Mundial. Lo lleva a cabo una asociación local.
Desde 1982, el espectáculo «Hier un village» [Ayer un pueblo] en Flagnac, en Aveyron, recorre la vida de un pueblo a principios del siglo XX. Más de 600 voluntarios han creado y participan en este gran fresco vivo que atrae a más de 20000 espectadores cada verano.

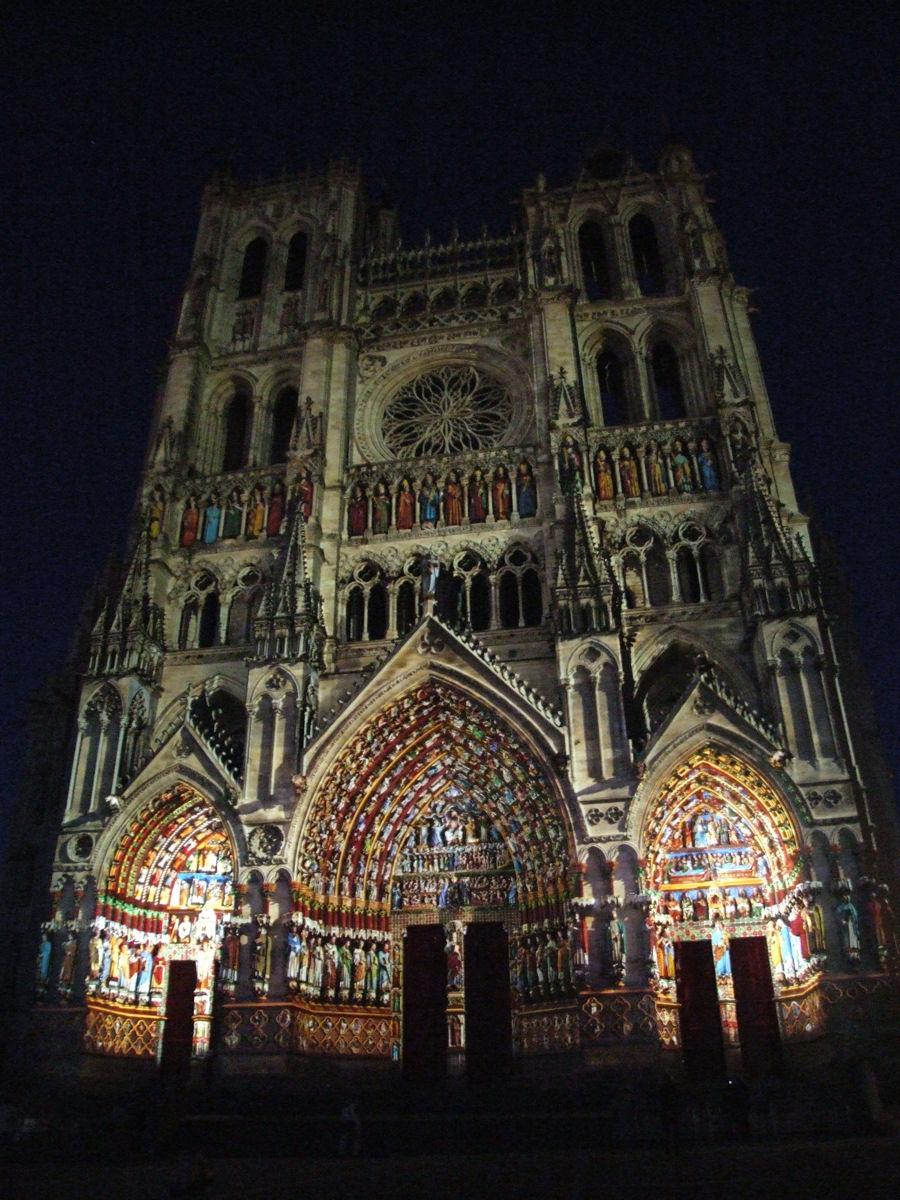
Representación en Amiens (2007)
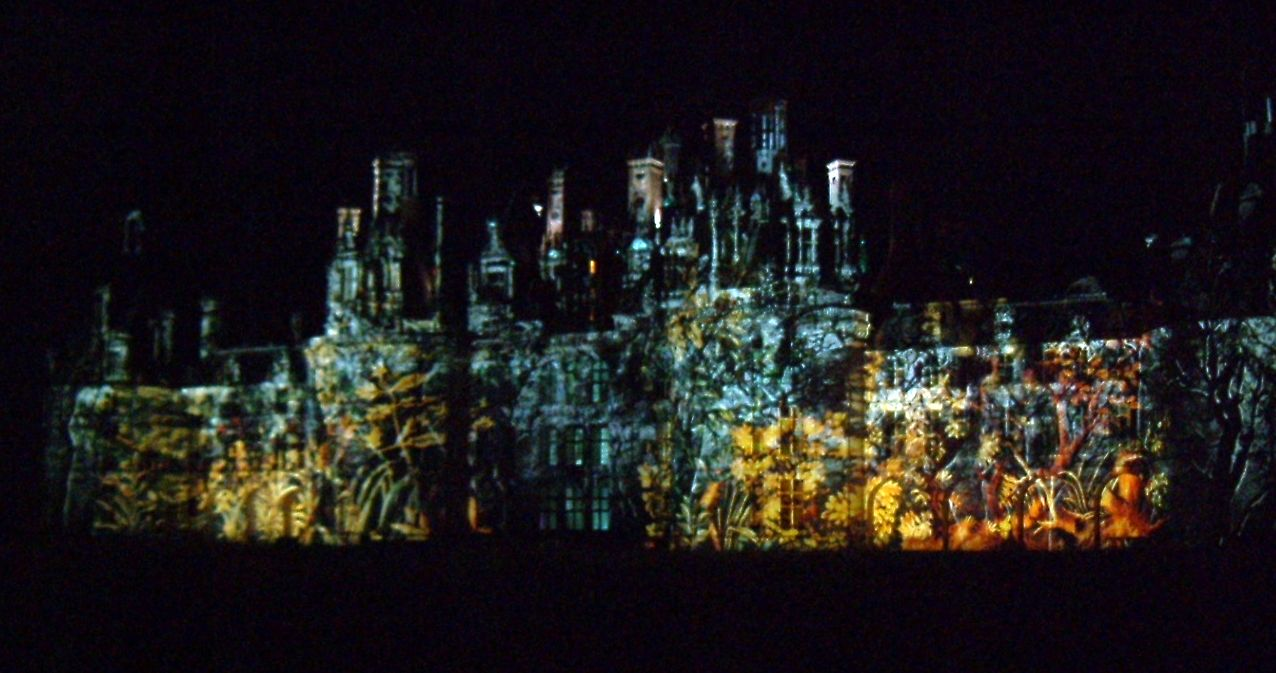
Representación en Château de Chambord (2005)
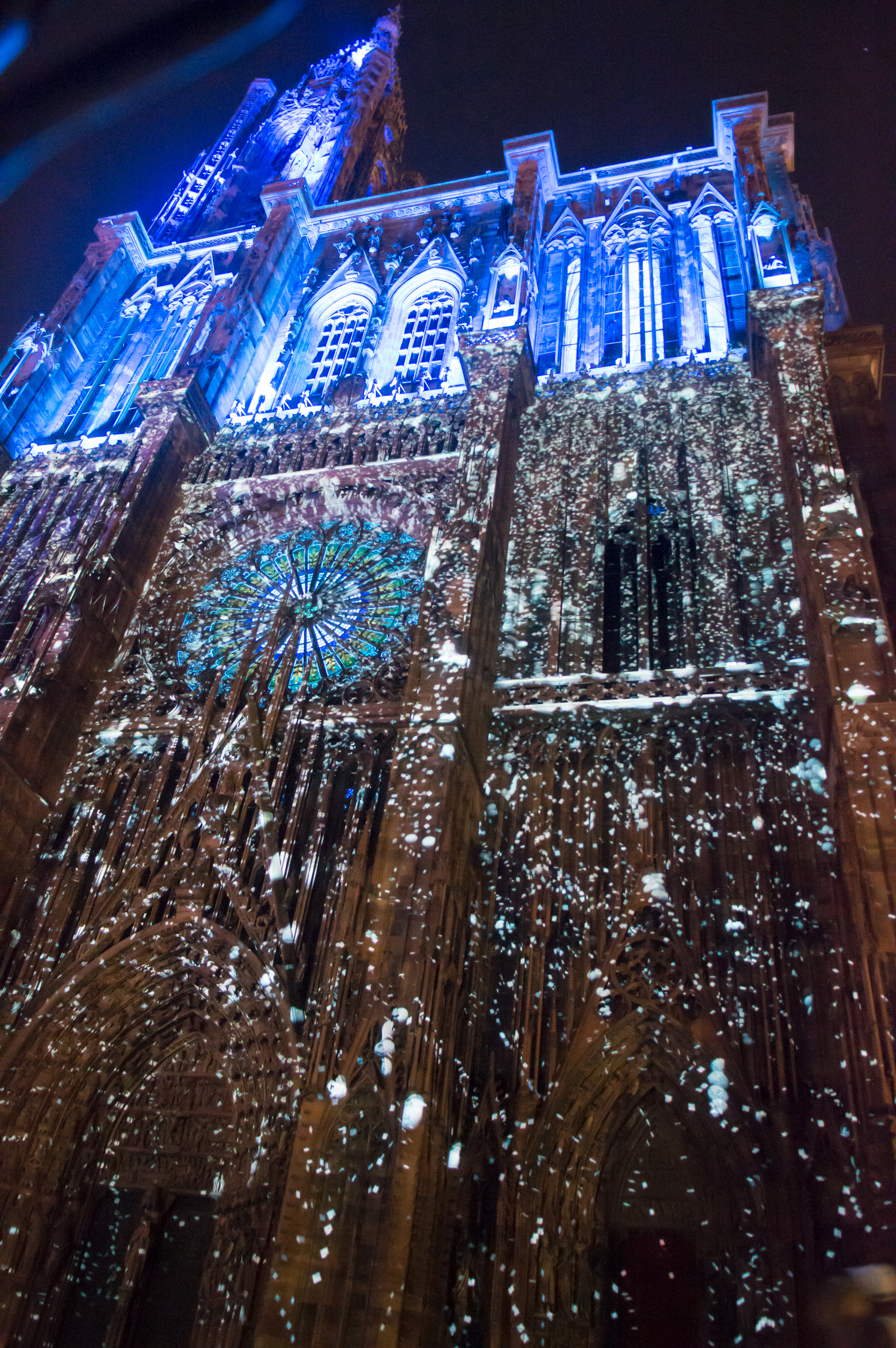
Catedral de Estrasburgo (2012)

## Performances alrededor del mundo
En Francia, los espectáculos son et lumièrese realizan en los châteaux históricos y en sus alrededores. 
En el vecino Luxemburgo, un evento  son et lumière tuvo lugar en 2007 en el chateau de Septfontaines.
En otros países, son et lumière se han montado en el foro romano en Roma y en el Partenón de Atenas.
En los Estados Unidos, la primera presentación de este tipo tuvo lugar en el Independence Hall en Philadelphia en 1962. Otra presentación tuvo lugar en el Mount Vernon de George Washington en mayo de 1976 como  regalo de Francia  por el bicentenario de los Estados Unidos. A la presentación de apertura asistieron el presidente francés  Giscard d'Estaing y el presidente estadounidense Gerald Ford.
Un poco más lejos, la primera producción africana fue en las Pirámides de Giza en El Cairo, Egipto, en 1961, mientras que la primera en Asia fue el fuerte rojo de Delhi, India, en 1965 por la India Tourism Development Corporation.
La catedral de Canterbury en Inglaterra presentó un son et lumière en 1965  y más recientemente en 2005, junto con la  catedral de Rochester y el castillo de Rochester como parte del proyecto europeo "Cathedrales en Lumière".
En Gran Bretaña, donde la mayoría de tales producciones se han realizado en iglesias, catedrales y abadías, con frecuencia se prefieren las presentaciones en interiores, particularmente porque las joyas arquitectónicas de otra manera no se mostrarían ventajosamente. La primera producción británica fue en el Palacio de Greenwich en el sur de Londres en 1957. En Inglaterra en particular, donde son et lumière  es tan bien recibido como en Francia, muchas de las principales casas históricas y edificios de iglesias  han disfrutado de tales produccionesn. De particular interés han sido los de la catedral de Canterbury (producida como parte de los eventos europeos "Cathedrales en Lumière"), el castillo de Rochester, la abadía de San Agustín, St George's Hall en Liverpool, la abadía de Tewkesbury, la catedral de San Pablo, el palacio de Hampton Court y en Chartwell, la casa de campo de Winston Churchill. Parte de la candidatura de Londres a los Juegos Olímpicos de 2012 incluyó el uso de proyecciones de luz inspiradas por son et lumière de atletas sobre varios edificios de Londres.
En India, los espectáculos populares son en el fuerte rojo de Delhi, fuerte Ajmer, Khajuraho, Akbari Quila, Ajmer, Jantar Mantar, Purana Qila, y fuerte Golconda. La mayoría de estos espectáculos destacan el tapiz histórico del lugar.
En Perú, un espectáculo son et lumière se inauguró en el Parque de la Reserva, Lima en 2007, llamado "Circuito Mágico del Agua"  que tiene un Guinness World Record como la fuente de agua más grande del mundo expuesta en un parque público.
En Canada, la National Capital Commission ha patrocinado un espectáculo de luz y sonido en Parliament Hill en Ottawa todos los años desde 1984, desde principios de julio hasta mediados de septiembre.
En Australia, Blood Under the Southern Cross, que se muestra en Sovereign Hill en Ballarat desde 1992, representa los eventos de la rebelión de Eureka de 1854.
En Israel, una producción de son et lumière se presenta tanto en la Torre de David en la Ciudadela de la Ciudad Vieja de Jerusalén como en la colina del desierto de Masada.
Los compositores que han producido espectáculos son et lumière incluyen Jacqueline Nova y Halim El-Dabh. El compositor francés de música electrónica Jean Michel Jarre ha incorporado producciones son et lumière en sus conciertos en vivo, que a menudo tienen lugar al aire libre en lugares históricos, a veces con más de un millón de espectadores.
El 31 de diciembre de 2017, el Burj Khalifa utilizó un sistema de iluminación LED para presentar Light Up Dubai, un espectáculo multimedia que sirvió como cuenta regresiva del Año Nuevo en lugar de un espectáculo de fuegos artificiales (que había sido una de las muestras de fuegos artificiales más caras del mundo). Estableció un récord para el espectáculo de luz y sonido más grande que se muestra en un solo edificio; para 2018-2019, el espectáculo se complementó con el regreso de sus fuegos artificiales.